# Орол

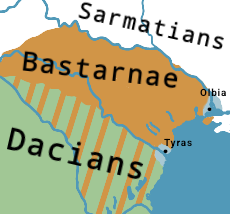
Мапа Дакії

Орóл (Oroles) — король Дакії в 1-й половині ІІ століття до н. е.
Він успішно протистояв бастарнам, блокуючи їхнє вторгнення з Північного Причорномор'я до Трансільванії.
Даньоримський історик Трог Помпей писав про те, що король Орол якось, після невдалої битви, покарав своїх воїнів тим, що наказав їм спати біля ніг їхніх дружин і займатися домашніми справами. Згодом дакійське військо, яке тепер було «вмотивовано», перемогло бастарнів, а король Орол скасував накладене покарання.